# 圣拉匝禄监狱

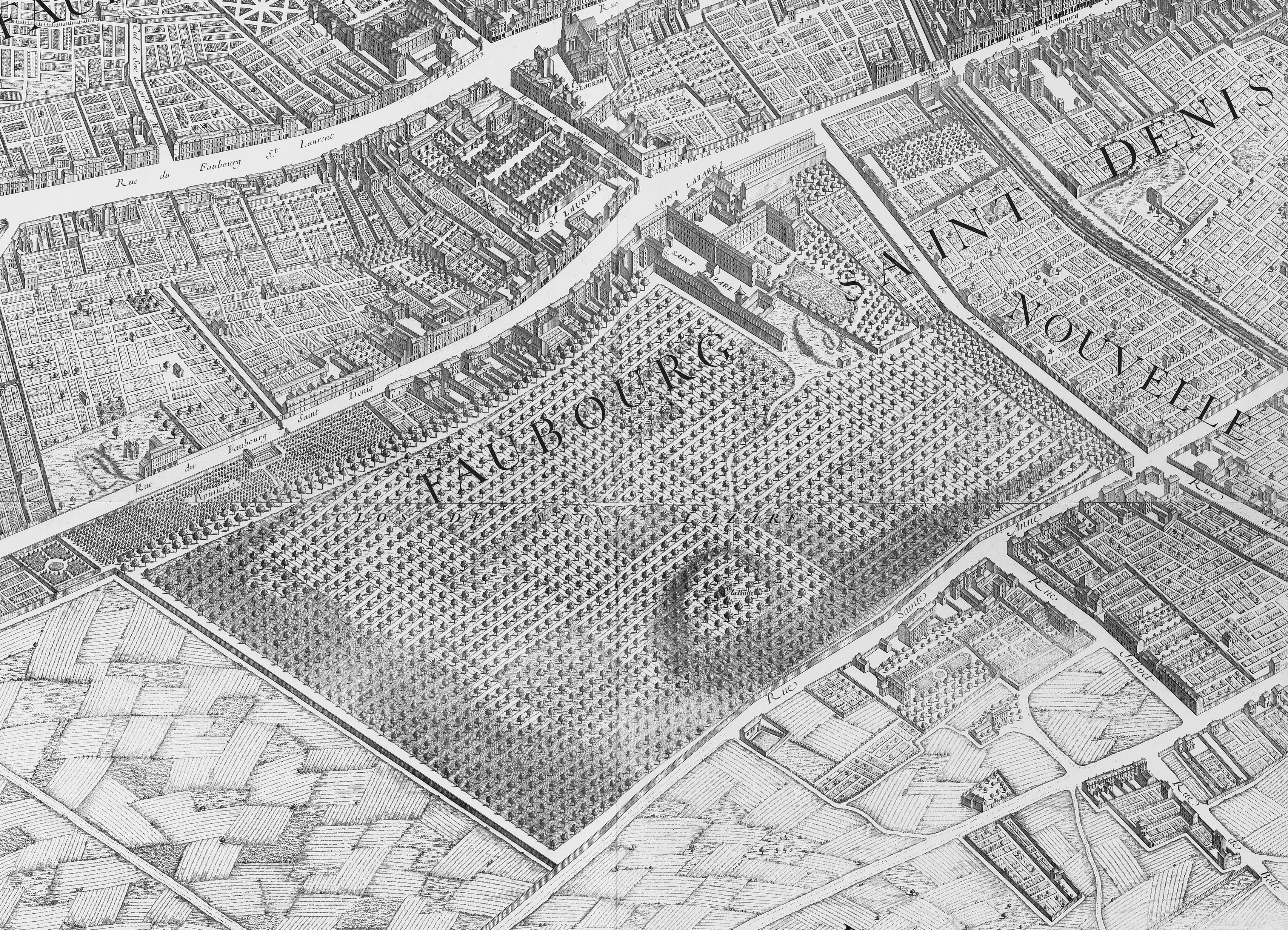
1739年地图

圣拉匝禄监狱（Prison Saint-Lazare）原是巴黎第十区的一个监狱。

## 历史
此处原本是一个建于12世纪的麻风病院，位于从巴黎到圣但尼的路上，塞纳河旧河岸沼泽区域的边缘。
1632年1月7日，此处归属文生·德·保禄和他创建的遣使会。此后直到18世纪末，这里是巴黎最大的大院，称为“圣拉匝禄大院”（enclos Saint-Lazare），南面到 Rue de Paradis，东面到圣但尼市郊路，北面到Boulevard de la Chapelle，西面到今Rue du Faubourg Poissonnière。此处现在有圣文生·德·保禄教堂。
该建筑在1793年雅各宾专政时期改为监狱，后来在19世纪初成为女子监狱。1935年拆除了监狱。只保留了infirmary 和小堂（建于1834年），后者位于巴黎第十区square Alban-Satragne (圣但尼市郊路107号)。2005年11月，监狱的遗址被列为法国历史遗迹

## 著名囚犯

### 大革命以前
- 克劳德·昂列·圣西门,[2] 社会主义者 [3]

### 大革命期间
- 安德烈·舍尼埃，诗人
- 萨德侯爵

### 大革命以后
- 路易斯·米歇尔, 巴黎公社重要人物
- 玛塔·哈里，女间谍
- Léonie Biard, 维克多·雨果的情妇